# Ornithocarpa
Ornithocarpa es un género de fanerógamas de la familia Brassicaceae. Comprende dos especies pendientes de aceptar.

## Taxonomía
El género fue descrito por Joseph Nelson Rose y publicado en Contributions from the United States National Herbarium 8(4): 293. 1905.

## Especies
- Ornithocarpa fimbriata
- Ornithocarpa torulosa